# Carl Grundmann
Carl Heinrich Grundmann (* 29. Juni 1818  in Danzig; † 21. August 1878 in Herzogenburg, Niederösterreich) war ein Schlosser und Lokführer Kaiser Franz Josephs, Erfinder und Fabrikant.

## Leben
Der gelernte Schlosser Carl Grundmann ließ sich als 20-Jähriger 1838 auf der Walz in Wien nieder. Hier lernte er den Beruf des Lokomotivführers. Er war der erste Lokomotivführer im Kaiserthum Österreich. Alle anderen bereits bei den österreichischen Bahnen arbeitenden Lokführer kamen aus England, woher auch die Lokomotiven der Kaiser Ferdinands-Nordbahn stammten.
Im Zuge der Oktoberrevolution floh der Hof mit Kaiser Ferdinand und seinem Nachfolger Erzherzog Franz Joseph am 7. Oktober 1848 nach Olmütz. Grundmann spielte dabei als erster einheimischer Lokführer nach den Engländern (bekleidet mit Frack und Zylinder) eine wichtige Rolle und erhielt dafür eine entsprechend großzügige Belohnung. Zudem wurde ihm das kaiserliche Privileg zur Haltung von Lipizzanern gewährt.
Im Jahr 1862 gründete er mit seinen Ersparnissen in Wien-Leopoldstadt einen Schlosserbetrieb, in dem Schlosserwaren maschinell gefertigt wurden. Bis zu seiner Pensionierung 1865 – er war auch der Lokführer Erzherzog Maximilians – blieb er aber weiterhin Lokführer. Erst dann konnte er auch seinen Betrieb vergrößern und nach Hernals bei Wien verlegen. Hier erzeugte er vor allem galvanische Batterien für die Eisenbahn.
Carl Grundmann hatte vier Söhne, von denen Julius, Gustav und Heinrich in seinem Betrieb mitarbeiteten, während der älteste Sohn Wilhelm sich zunächst in Deutschland aufhielt und weitere Ausbildungen absolvierte. Wilhelm schied 1894 aus dem väterlichen Betrieb aus und gründete seine eigene Schlosserwarenfabrik in Hainfeld.
Auch für die k.u.k. Armee arbeitete Grundmann und entwickelte industriell gefertigte Verschlüsse für Munitionskisten. Auf Grund der guten Auftragslage konnte er weiter expandieren und mietete sich im Jahr 1875 in Oberndorf in der Ebene bei Herzogenburg in die Hallen der Firma Vollrath ein, da durch die Nutzung der Wasserkraft billige Energie zur Verfügung stand.
Den Bau einer eigenen Fabrik an der Traisen in Herzogenburg erlebte der Firmengründer allerdings nicht mehr, da er im August 1878 einen Typhusanfall erlitt und kurz danach an den Folgen starb.
Infolge der wirtschaftlichen Bedeutung der Grundmann-Werke wurde Herzogenburg 1927 trotz der  zu geringen Bevölkerungszahl von lediglich 2700 Einwohnern zur Stadt erhoben, um in der beginnenden Weltwirtschaftskrise ein auch international unübersehbares Signal der industriellen Leistungsfähigkeit Österreichs zu setzen. Hainfeld wurde 1928 aus demselben Grund zur Stadt erhoben, obwohl auch hier die Bevölkerungszahl dafür viel zu gering war. Somit verdanken gleich zwei niederösterreichische Städte ihr Stadtrecht Carl Grundmann.
Grundmanns Betrieb besteht in den beiden Unternehmen Kaba Schließtechnik und dem Georg Fischer-Konzern in Herzogenburg sowie in der Grundmann Beschlagtechnik in Hainfeld fort.